# Henrike
Henrike ist ein weiblicher Vorname.

## Herkunft und Bedeutung
Beim Namen Henrike handelt es sich um die weibliche Form von Henrik.

## Verbreitung
Der Name Henrike ist in erster Linie in den Niederlanden verbreitet. Auch in Österreich kommt er gelegentlich vor.
In Deutschland ist der Name sehr selten. In jüngerer Zeit konnte er nie eine Platzierung unter den 200 beliebtesten Mädchennamen erreichen. Im Jahr 2020 belegte Henrike noch Rang 417 der deutschen Vornamenscharts, im Jahr 2021 zählte er nicht mehr zu den 500 beliebtesten Mädchennamen. Besonders beliebt ist der Name in Niedersachsen.

## Varianten
Für männliche Varianten: siehe Heinrich

### Langformen
- Deutsch: Heinrike, Henrieke
- Finnisch: Henriikka, Henni, Henna
- Italienisch: Enrica
- Lettisch: Inta
- Litauisch: Henrika
- Niederländisch: Hendrika, Hendrikje, Hendrina, Hennie
- Polnisch: Henryka
- Portugiesisch: Henriqueta
- Schwedisch: Henrika
- Tschechisch: Jindřiška

### Diminutive
- Dänisch: Henny, Henriette
- Deutsch: Henriette, Rike, Rieke
  - Friesisch: Heike
- Englisch: Etta, Ettie, Hallie, Harriet, Harriett, Harrietta, Harriette, Hattie, Hatty, Henrietta, Hettie
- Finnisch: Henrietta
- Französisch: Henriette
- Italienisch: Enrichetta
- Niederländisch: Drika, Heike, Heintje, Henny, Henriëtte, Henriette, Ina, Jet, Jetta, Jette, Rika, Rieka, Rike, Rieke
- Norwegisch: Henny, Henrikke, Henriette
- Schwedisch: Henny, Henrietta, Rika
- Spanisch: Enriqueta
- Tschechisch: Jindra
- Ungarisch: Henriett, Henrietta

## Namenstage
- 21. Februar: nach Enrica Dominici
- 6. Dezember: nach Henrika Faßbender

## Bekannte Namensträgerinnen
- Henrike Brandstötter (* 1975), österreichische Politikerin (NEOS) und Autorin
- Henrike Fehrs (* 1984), deutsche Schauspielerin und Synchronsprecherin
- Henrike Grohs (1964–2016), deutsche Kulturmanagerin und Ethnologin
- Henrike Hahn (* 1970), deutsche Politikerin (Bündnis 90/Die Grünen)
- Henrike Hahn (* 1986), deutsche Schauspielerin
- Henrike Handrup (* 1983), deutsche Radsportlerin
- Henrike Haug (* 1974), deutsche Kunsthistorikerin und Hochschullehrerin
- Henrike Heiland (* 1975), deutsche Schriftstellerin, siehe Zoë Beck
- Henrike Heise (* 1971), deutsche Chemikerin und Professorin
- Henrike Hultsch (* 1951), deutsche Zoologin
- Henrike Jütting (* 1970), deutsche Autorin
- Henrike von Kuick (* 1985), deutsche Schauspielerin und Synchronsprecherin
- Henrike Lähnemann (* 1968), Germanistin und Professorin für Germanistische Mediävistik
- Henrike Leonhardt (* 1943), deutsche Schriftstellerin
- Henrike Manuwald (* 1980), deutsche Altgermanistin
- Henrike Meiforth (* 1987), deutsche Fußballspielerin
- Henrike Müller (* 1975), deutsche Politikwissenschaftlerin und Politikerin (Bündnis 90/Die Grünen)
- Henrike Naumann (* 1984), deutsche Installationskünstlerin
- Henrike von Platen (* 1971), deutsche Betriebswirtin und Frauenrechtsaktivistin
- Henrike Richters (* 1983), deutsche Schauspielerin
- Henrike Sahlmann (* 1997), deutsche Fußballspielerin
- Henrike Willinger (* vor 1949), österreichische Tischtennis-Nationalspielerin
- Henrike Maria Zilling (* 1968), deutsche Althistorikerin und Schulleiterin
- Henrike Zollfrank (* 1988), deutsche Fußballspielerin

Variante Henrieke:
- Henrieke Fritz (* 1997), deutsche Schauspielerin
- Henrieke Stahl (* 1970), deutsche Slawistin und Professorin für Slawistik

Variante Hendrike:
- Hendrike Brenninkmeyer (* 1973), deutsche Journalistin und Fernsehmoderatorin
- Hendrike Louise Wesseling (1914–1995), niederländische Zeichnerin und Grafikerin, siehe Riek Wesseling

Variante Hendrikje:
- Hendrikje Blandow-Schlegel (* 1961), deutsche Fachanwältin und Politikerin (SPD)
- Hendrikje Fitz (1961–2016), deutsche Schauspielerin
- Hendrikje Klein (* 1979), deutsche Polterin und Abgeordnete in Berlin (Die Linke)
- Hendrikje Kühne (* 1962), Teil des Künstlerpaares Hendrikje Kühne und Beat Klein
- Hendrikje Wangemann (* 1961), deutsche Sängerin (Sopran)

Variante Henrikke:
- Henrikke Nervik (* 1988), norwegische Fußballschiedsrichterin

Variante Henrika:
- Henrika Faßbender († 1875), christliche Märtyrin
- Henrika Kull (* 1984), deutsche Filmregisseurin, Drehbuchautorin, Filmproduzentin und Filmeditorin
- Henrika Tandefelt (* 1972), finnische Historikerin und Hochschullehrerin sowie finnlandschwedische Autorin

Variante Hendrika:
- Hendrika Entzian (* 1984), deutsche Jazzmusikerin
- Hendrika van Gelder (1870–1943), niederländische Malerin und Zeichnerin
- Hendrika Hofhuis (1780–1849), letzte Niederländerin, die sich wegen des Verdachts der Hexerei einer Wasserprobe unterzog
- Hendrika Johanna van Leeuwen (1887–1974), niederländische Physikerin
- Hendrika Mastenbroek (1919–2003), niederländische Schwimmerin und dreifache Olympiasiegerin
- Hendrika van der Pek (1867–1926), niederländische Malerin
- Hendrika van Rumt (1897–1985), niederländische Turnerin